# Batkhuyagiin Möngöntuul
Batkhuyagiin Möngöntuul, in mongolo Батхуягийн Мөнгөнтуул (Ulan Bator, 8 ottobre 1987), è una scacchista mongola, che detiene i titoli scacchistici di International Master (IM) FIDE  (conseguito nel 2010) e Woman Grandmaster (WGM) FIDE (conseguito nel 2003). Ha gareggiato nel Campionato del mondo femminile di scacchi nel 2008 e nel 2010.
Möngöntuul ha preso parte alla serie FIDE Women's Grand Prix nel 2009-11 tramite nomina dalla città ospitante e nel 2011-12 tramite nomina dal presidente FIDE. I suoi migliori risultati sono stati condividere il quinto posto a Nal'čik nel 2010 e finire sesta ad Ankara nel 2012. Ha vinto il campionato mondiale di scacchi universitari femminile 2010 a Zurigo. Nel 2011, ha vinto la medaglia d'argento nella gara di scacchi individuale femminile alle Universiadi estive di Shenzhen.
Möngöntuul ha giocato per la squadra mongola alle Olimpiadi degli scacchi, al Campionato asiatico a squadre di scacchi e ai Giochi asiatici di Doha 2006.
Ha gareggiato nel FIDE Grand Swiss 2019, piazzandosi al 107º posto con 5 punti.